# Provoked
Provoked (inny tytuł „Provoked: A True Story”) – brytyjsko-indyjski dramat społeczny i sądowy wyreżyserowany w  2007 roku przez Jag Mundhra w oparciu o autobiografię Kiranjit Ahluwalia, która sprowokowana 10 latami wypełnionymi biciem i upokorzeniami, zabiła swego męża. W rolach głównych wystąpili: Aishwarya Rai, Naveen Andrews, Miranda Richardson i Nandita Das. Muzykę do filmu stworzył A.R. Rahman.

## Obsada
- Aishwarya Rai – Kiranjeet Ahluwalia
- Naveen Andrews – Deepak Ahluwalia
- Miranda Richardson – Veronica Scott
- Robbie Coltrane – Edward Foster
- Ray Panthaki – Ravi
- Nandita Das – Radha Dalal
- Raji James – Anil
- Karen David – Asha
- Lorraine Bruce – Doreen
- Maxine Finch – Lula
- Nicholas Irons – policjant O’Connell
- Judith Jacob – strażniczka Taylor
- Deborah Moore – Jackie
- Guy Siner – Prosecutor
- Rebecca Pidgeon – Miriam
- Steve McFadden – policjant Ron Meyers
- Shaheen Khan – Jamila